# Angostura Fútbol Club
Actualités
L' Angostura Fútbol Club, plus couramment abrégé en Angostura FC, est un club vénézuélien de football fondé en 2007 et basé dans la ville de Ciudad Bolívar, le nom du club était l'ancien nom de la ville. 

## Histoire
Le club est fondé en 2007 et débute lors de la saison 2008-2009 en troisième division, en fin de saison n'étant pas dans les clubs promus, le club échange sa place avec le Minervén Sport Club, de ce fait Angostura joue en 2009-2010 en deuxième division. En 2011, le club participe aux barrages de promotion pour la première division mais ne parviendra pas à obtenir la promotion. La saison suivante le club échouera de nouveau lors des barrages de promotion.
Il faut attendre 2022 où Angostura sera sacré champion de deuxième division et gagne sa première promotion en première division.
Lors de sa première saison en Liga FUTVE le club termine à la 10e place.

## Palmarès
| Compétitions nationales                                                  |
| ------------------------------------------------------------------------ |
| - Championnat du Venezuela de deuxième division (1) : - Champion : 2022. |